# 上浦港
上浦港（かみうらこう）は、愛媛県今治市（平成17年1月の市町村合併までは上浦町）にある港湾。管理者は今治市。地方港湾。

## 位置
瀬戸内海のほぼ中央、芸予諸島の一島である大三島の東岸に位置し、東は伯方島や広島県生口島と対する。北から、井ノ口、甘崎、瀬戸の3つの地区からなる。かつては別々の港であったが、「上浦港」と一括して呼ばれる。なお、上浦港から北に向かい、大三島の北端には盛港があるが、こちらは正確には漁港であり、位置づけ・区分が異なる（本州への最短ルートのフェリー航路がある）。

## 航路
大三島は離島であり、西瀬戸自動車道路・瀬戸内しまなみ海道の完成までは島外と結ぶ交通手段としては航路に頼る以外にはなかった。このため、町行政は港湾整備と航路の開設・維持を重要課題としてとらえてきた。このため、三原、尾道や今治など本州・四国の港と結ぶ航路が開設された。しかしながせら、島しょ部としての宿願ともいえる本四架橋の整備進展によって、「時間を気にすることなく、いつでも渡れる」道路（架橋）の利用が定着し、次第に航路の重要性は低下していった。そして、やがて廃止に至った。これは大三島のみならず、芸予諸島の多くの島々に共通の出来事であった。2008年以降、当港からは各地区共に定期旅客航路は就航していない。
物資の輸送としては、戦前から戦後にかけて柑橘類をはじめとした農産物の積み出しなどに利用されてきたが、生産高の減少や輸送手段の変化により、物流港としても利用は乏しくなっている。

## 各地区の概要

### 井口港（井ノ口港）
「井ノ口港」地図
かつてフェリー航路があった関係で待合所のほかフェリー乗船車用の待機場所があり、名残りを留めている。以前の待合所（港務所）は「いまばり・いのくち海の駅」となっている。
なお港のある地域は「井口」（いのくち）であるが、正式な港湾の名前としては「井ノ口港」と「ノ」が間に入る表記である。

#### 略史
古くから漁業と海運業を中心とした海上交通基地や荒天時における一時避難港の役割を担ってきた。生活物資等の輸送手段として、今治港との間に渡海船（渡海舟、「とーかいせん」と呼ばれていた）が運航されていた。
明治時代半ば以降瀬戸田港、尾道港方面への航路が開設され、次いで昭和30年代末になり三原港、忠海港へのフェリー航路が、また対岸の垂水地区（生口島、広島県瀬戸田町（現在は尾道市））と結ぶフェリー便があったが、1999年の瀬戸内しまなみ海道の開通を契機にいずれも廃止された。
- 1964年（昭和39年） - フェリー「くのしま丸」就航。井口-三原、井口-忠海航路
- 1972年（昭和47年） - 旅客待合所完成
- 1975年（昭和50年） - 貨物上屋完成
- 1988年（昭和63年） - フェリー浮桟橋完成
- 1990年（平成2年） - ふ頭用地完成（昭和56年から整備していたもの）
- 1992年（平成4年） - 垂水港とのフェリー就航
- 1999年（平成11年） - 三原港との間に第三セクタ方式で就航（御島運輸有限会社）
- 2008年（平成20年）10月15日 - 三原観光汽船とほうらい汽船が共同運航していた三原港-瀬戸田港-井口港の航路のうち、瀬戸田港-井口港間は廃止された。これにより定期旅客船の発着がなくなった。

### 甘崎港
「甘崎港」地図
- 1966年（昭和41年） - 港務所完成
- 1967年（昭和42年） - 浮桟橋1基設置

### 瀬戸港
「瀬戸港」地図
元々は瀬戸港が「上浦港」と呼ばれていた。
- 1959年（昭和34年） - 浮桟橋1基設置
- 1965年（昭和40年） - 今治尾道鉄道連絡船が上浦港（瀬戸港）へ寄港、1日2往復
- 1966年（昭和41年） - 今治-上浦フェリー就航
- 1977年（昭和52年） - 港務所完成
- 1988年（昭和63年） - 今治・瀬戸間のフェリー廃止、第三セクターにて快速線運航開始。のちに廃止される。